# Bugulma
Bugulma (russisch Бугульма; tatarisch Бөгелмә Bögelmä) ist eine Stadt mit 89.204 Einwohnern (Stand 14. Oktober 2010) in der zu Russland gehörigen Republik Tatarstan.

## Geographie
Bugulma liegt im Südosten Tatarstans am Zusammenfluss von Bugulminka und Sai aus dem Flusssystem der Wolga. Die Entfernung von Bugulma in die Republikhauptstadt Kasan beträgt 333 Kilometer Richtung Nordwesten. Nächstgelegene Städte sind Leninogorsk (21 km westlich) und Bawly (33 km südöstlich).

## Geschichte
Bugulma wurde im Jahre 1736 erstmals als Dorf erwähnt. Bei dem Ortsnamen handelt es sich um ein altes tatarisches Toponym, das wörtlich „Flussschlinge“ bedeutet. Im 18. Jahrhundert siedelten sich ehemalige Bauern und Soldaten aus Zentralrussland in Bugulma an, das zu dieser Zeit als einer der Wachposten auf dem Weg vom europäischen Russland in die neugewonnenen Territorien Sibiriens genutzt wurde. Während des Pugatschow-Bauernaufstandes 1773 diente der Ort der zaristischen Armee als einer der Stützpunkte im Kampf gegen die Rebellen.
1781 erhielt Bugulma Stadtrechte und gehörte zunächst zum Gouvernement Ufa, ab 1806 zum Gouvernement Orenburg. Dank der günstigen Straßenverbindungen nach Ufa, Orenburg und Kasan konnte sich hier der Handel entwickeln, so dass in Bugulma im 19. Jahrhundert regelmäßige Jahrmärkte veranstaltet wurden. 1851 wurde Bugulma dem Gouvernement Samara zugeschrieben.
Zum Anfang des 20. Jahrhunderts zählte Bugulma rund 7500 Einwohner und bereits rund 20 Industriebetriebe, davon zehn Ziegeleien. 1911 erhielt die Stadt einen Eisenbahnanschluss und 1937 einen eigenen Verkehrsflughafen.
Mitte des 20. Jahrhunderts wurden in der Gegend rund um Bugulma erste Ölfelder erschlossen, wodurch sich die Stadt in den nächsten Jahrzehnten zu einem Zentrum der Erdölproduktion entwickelte. 1979 hatte die Stadt rund 80.500 Einwohner.
Am 26. November 1991 geriet Bugulma in die Schlagzeilen, als beim Landeanflug auf den Flughafen eine Antonow-Passagiermaschine abstürzte, wobei alle 41 Passagiere ums Leben kamen.
| Jahr | Einwohner |
| ---- | --------- |
| 1897 | 7.581     |
| 1926 | 14.302    |
| 1939 | 24.887    |
| 1959 | 60.980    |
| 1970 | 72.449    |
| 1979 | 80.460    |
| 1989 | 89.589    |
| 2002 | 93.014    |
| 2010 | 89.204    |

Anmerkung: Volkszählungsdaten

## Wirtschaft und Verkehr
Als Stützpunkt eines bedeutenden Erdölfördergebietes ist Bugulma auch Sitz eines Forschungsinstitutes für die Ölförderung, das vom tatarischen Energieunternehmen Tatneft betrieben wird. Ein weiterer bedeutender Industriezweig der Stadt ist der Maschinenbau, hier vor allem die Herstellung von Erdölförderanlagen. Außerdem existieren in Bugulma unter anderem Nahrungsmittel-, Textil-, Möbel- und Porzellanfabriken.
Durch die regionale Straße R239 hat Bugulma eine direkte Verbindung nach Almetjewsk sowie zur russischen Fernstraße M5. In der Stadt gibt es außerdem einen Bahnhof und einen Flughafen.

## Personen, die mit Bugulma in Verbindung stehen
Söhne und Töchter der Stadt
- Georgi Schtschipanow (1903–1953), Luftfahrtingenieur, Kybernetiker und Hochschullehrer
- Olga Wassiljewa (* 1960), Kirchenhistorikerin, Hochschullehrerin und Politikerin
- Olga Danilowa (* 1970), Skilangläuferin
- Sergei Ryschikow (* 1974), Kosmonaut
- Alsou (* 1983), Popsängerin
- Swetlana Schimkowa (* 1983), Gewichtheberin

Weitere Persönlichkeiten
- Jaroslav Hašek (1883–1923), tschechischer Schriftsteller; war 1918 während des Russischen Bürgerkriegs vom Revolutionssowjet in Bugulma als Stadtkommandant eingesetzt[2]